# 샌드박스 게임
샌드박스 게임(sandbox game)은 일반적으로 미리 결정된 목표 없이 또는 플레이어가 스스로 설정한 목표를 통해 플레이어에게 상호 작용할 수 있는 높은 수준의 창의성을 제공하는 게임 플레이 요소가 포함된 비디오 게임이다. 이러한 게임에는 목표가 부족할 수 있으며 때로는 게임이 아닌 장난감 또는 소프트웨어 장난감이라고도 한다. 샌드박스 게임은 이러한 창의적인 요소가 다른 장르에 통합되어 새로운 게임플레이를 가능하게 하는 결과로 탄생하는 경우가 많다. 샌드박스 게임은 플레이어에게 게임 세계에서 자유로운 이동과 진행을 제공하는 오픈 월드 개념과 관련되는 경우가 많다. "샌드박스"라는 용어는 사람들이 원하는 거의 모든 것을 만들 수 있는 샌드박스의 특성에서 유래되었다.
초기 샌드박스 게임은 Elite(1984)와 같은 우주 거래 및 전투 게임과 심시티(1989)와 같은 도시 건설 시뮬레이션 및 거물 게임에서 나왔다. 각각 2000년과 2001년에 출시된 심즈와 그랜드 테프트 오토 III는 플레이어 실험을 장려하는 매우 상세한 상호 작용 시스템을 갖춘 게임도 샌드박스 게임으로 볼 수 있음을 보여주었다. 샌드박스 게임은 또한 세컨드 라이프(2003)처럼 인터넷을 통해 사회적으로 상호 작용하고 사용자 생성 콘텐츠를 공유할 수 있는 능력을 기반으로 했다. 더 주목할만한 샌드박스 게임으로는 플레이어가 게임 시스템을 사용하여 플레이할 환경과 모드를 만드는 게리 모드(2006) 및 드림즈 유니버스(2020)가 있다. 마인크래프트(2009)는 샌드박스 게임의 가장 성공적인 사례 중 하나이며, 플레이어는 창의적인 모드와 목표 지향적인 생존 모드를 모두 즐길 수 있다. 로블록스(2006)는 로블록스 루아 프로그래밍 언어를 사용하여 모든 사람이 자신만의 게임을 만들 수 있는 기회를 제공한다. 효과 추가, 기능 설정, 게임 테스트 등이 가능하다. 포트나이트(2017)에는 플레이어가 서로 싸우고, 몬스터와 싸우고, 자신만의 전투 경기장을 만들고, 친구와 경쟁하거나, 인기 있는 노래를 들을 수 있는 게임 모드가 있다.